# Ruprechtia cruegeri
Ruprechtia cruegeri är en slideväxtart som beskrevs av August Heinrich Rudolf Grisebach och Gustav Lindau. Ruprechtia cruegeri ingår i släktet Ruprechtia och familjen slideväxter. Inga underarter finns listade i Catalogue of Life.